# Łuskały
Łuskały (biał. Лускалы, Łuskały; ros. Лускалы, Łuskały) – wieś na Białorusi, w obwodzie brzeskim, w rejonie kamienieckim, w sielsowiecie Wojska.

## Historia
W XIX i w początkach XX w. położone były w Rosji, w guberni grodzieńskiej, w powiecie brzeskim, w gminie Wojska.
W dwudziestoleciu międzywojennym leżały w Polsce, w województwie poleskim, w powiecie brzeskim, do 18 kwietnia 1928 w gminie Wojska, następnie w gminie Ratajczyce. W 1921 miejscowość liczyła 79 mieszkańców, zamieszkałych w 16 budynkach, w tym 78 Białorusinów i 1 osobę innej narodowości. Wszyscy mieszkańcy byli wyznania prawosławnego.
Po II wojnie światowej w granicach Związku Sowieckiego. Od 1991 w niepodległej Białorusi.